# Vergniaud Leconte
Pour les articles homonymes, voir Vergniaud et Leconte.
Vergniaud Leconte, né le 22 mai 1868 au Cap-Haïtien et mort le 7 octobre 1932, est un avocat, écrivain et historien haïtien. 

## Biographie
Vergniaud Leconte était le fils d’Alphonsine Noël et de Cincinnatus Leconte, cousin du président d’Haïti du même nom, Cincinnatus Leconte. Il est l’ainé d’une famille de trois enfants, deux frères cadets : Villehardouin et Narsès. Ils étaient très jeunes, adolescents, quand ils ont perdu leurs parents. Orphelins, ils ont appris à vivre ensemble. Vergniaud a dû très jeune assumé la responsabilité de chef de famille. Il entra très tôt aux services de la maison de commerce Burau Schutt et Co., avec laquelle son père collaborait avant sa mort. En dépit de l’absence de leurs chers parents, les jeunes frères Leconte reçurent une éducation au Lycée national Philippe Guerrier de leur ville natale. À cette époque la formation était assurée par des professeurs haïtiens et français. Leurs études classiques une fois terminées, ils s’inscrivirent ensuite à l’École Libre de Droit, fondée par Tertulien Guilbaud en 1892. Les études juridiques achevées, les trois frères étaient dans la trentaine lors des troubles politiques éclatèrent dans le pays en 1902, lors du départ du président Tirésias Simon Sam du pouvoir. C’est là que commence véritablement leurs carrières politiques. Pour l’heure, on retrouve Vergniaud et ses frères aux côtés du général Pierre Nord Alexis, alors Ministre de la Guerre du gouvernement provisoire. Ils participèrent également aux luttes qui devraient balayer la résistance firministe au Limbé et permettre à Pierre nord Alexis de se lancer, à la tête de son armée, à la conquête de Port-au-Prince et du pouvoir.
Le 21 décembre 1902, l’Assemblée nationale ratifia le choix de l’Armée, Villehardouin Leconte devint Chef du Cabinet particulier du nouveau Chef d’État. Vergniaud, lui, était moins engagé dans le gouvernement, le 8 janvier 1904, il fut nommé électeur de l’arrondissement du Cap-Haïtien. Il conserva ce poste jusqu’en 1908. Il remplaça alors, Villehardouin au cabinet particulier du président, ce dernier était devenu Ministre de la Guerre. Le 2 décembre 1908, le président Pierre Nord Alexis dut s’embarquer pour la Jamaïque à la suite de la formation d'une Commission d'ordre public dirigée par son opposant François Antoine Simon et secondé par Michel Oreste et Louis-Auguste Boisrond-Canal. Villehardouin s’exila à Paris. Narsès, lui, resta dans le pays assurant sa fonction de député jusqu’en 1911, au moment où un Conseil de Guerre l’a condamné à mort. Vergniaud, resta également à Haïti. Le 14 août 1911, leur cousin Cincinnatus Leconte arriva au pouvoir, les frères Leconte se retrouvèrent de nouveau à Haïti.
En 1915, Vergniaud Leconte fut nommé Ministre du Gouvernement provisoire dont le docteur Rosalvo Bobo, son cousin, s’est proclamé Chef du Pouvoir Exécutif. Mais les troupes de Rosalvo Bobo ne parviendront jamais à Port-au-Prince. Le 29 juillet 1915, à la suite des événements sanglants accompagnés  avec l’assassinat du président Jean Vilbrun Guillaume Sam, les États-Unis qui rêvaient toujours d’une occasion d’occuper Haïti, débarquèrent à Bizoton. Peu de temps après Rosalvo Bobo s’exila à Paris et y mourut. Les frères Leconte se cantonnèrent dans l’exercice de leur profession d’avocat. Après quelque temps, Vergniaud puis Villehardouin occupèrent la fonction de Bâtonnier de l’Ordre des Avocat du Barreau du Cap-Haïtien.